# Jérôme-Louis de Foudras de Courcenay
Jérôme-Louis de Foudras de Courcenay (né en Bourgogne vers 1685 et mort à La Roche-Posay le 13 août 1748) est un ecclésiastique qui fut coadjuteur en 1722  puis  évêque de Poitiers de 1732 à sa mort.

## Biographie
Jérôme-Louis de Foudras  est issu de la famille de Foudras, originaire du Forez et du Beaujolais. Il est le 2e fils de Camille-Joseph de Foudras, seigneur de Courcenay en Beaujolais, cornette puis capitaine d'une compagnie de chevau-légers et de son épouse Lucrèce de Révol.
Jean-Jérôme, comme de nombreux autres membres de sa famille, est reçu chanoine-comte de Lyon, en 1705. 
Comme il est apparenté à l'évêque de Poitiers Jean-Claude de La Poype de Vertrieu qui est alors âgé de 66 ans, ce dernier obtient du Régent qu'il devienne son coadjuteur le 8 janvier 1721. Il est confirmé le 1er décembre et nommé évêque titulaire de 
Tlos (de) et consacré comme tel dans l'église des jésuites de Luçon le 1er février 1722 par l'évêque Jean-François Salgues de Valdéries de Lescure. En tant que coadjuteur, il administre de facto le diocèse pendant une dizaine d'années pour le compte du vieil évêque malade. À la mort de ce dernier,  il est désigné pour lui succéder le 3 février 1732 et il reçoit en 1733 en commende l'abbaye de Saint-Liguaire près de Niort dans le diocèse de Saintes. Il meurt le 13 août 1748 dans sa résidence de La Roche-Posay et il est inhumé dans la cathédrale de Poitiers.